# Хильшер, Марго
Марго́ Мари́ Эльза́ Хи́льшер (нем. Margot Marie Else Hielscher; 29 сентября 1919[…], Берлин — 20 августа 2017[…], Мюнхен) — немецкая певица, киноактриса, музыкант, сценаристка и художница по костюмам. Двухкратная представительница Германии на конкурсе песни «Евровидение» (1957 и 1958).

## Биография
Родилась 29 сентября 1919 года в Берлине, с 1935 по 1939 год училась на профессии дизайнера одежды и модельера и после стала работать на киностудии художником по костюмам, но очень скоро была приглашена попробовать свои силы в роли актрисы в фильме «Дорога на эшафот».

### Карьера актрисы
Как актриса известна ролями в более чем 50 фильмах выпущенных между 1939 и 1994 годами. В годы Второй мировой войны она снялась в следующих фильмах: «До свидания, Франциска!», «Премьера «Любви» и «Женщины не ангелы». В 1989 году исполняла роль в сериале «Соперник на ипподроме».

### Карьера певицы и «Евровидение»
Во время Второй мировой войны, она совершила несколько туров для поддержки солдат и офицеров вермахта. В 1957 году стала победителем немецкого национального отбора с песней «Telefon, Telefon», чтобы представить Германию на втором конкурсе песни «Евровидение», проходившем во Франкфурте-на-Майне, в итоге она набрала 8 баллов и разделила четвёртое место с представительницей Люксембурга — Даниэль Дюпре. В 1958 году представила Германию в последний второй раз с песней «Für zwei Groschen Musik», где она заняла седьмое место с 5 баллами.

### Смерть

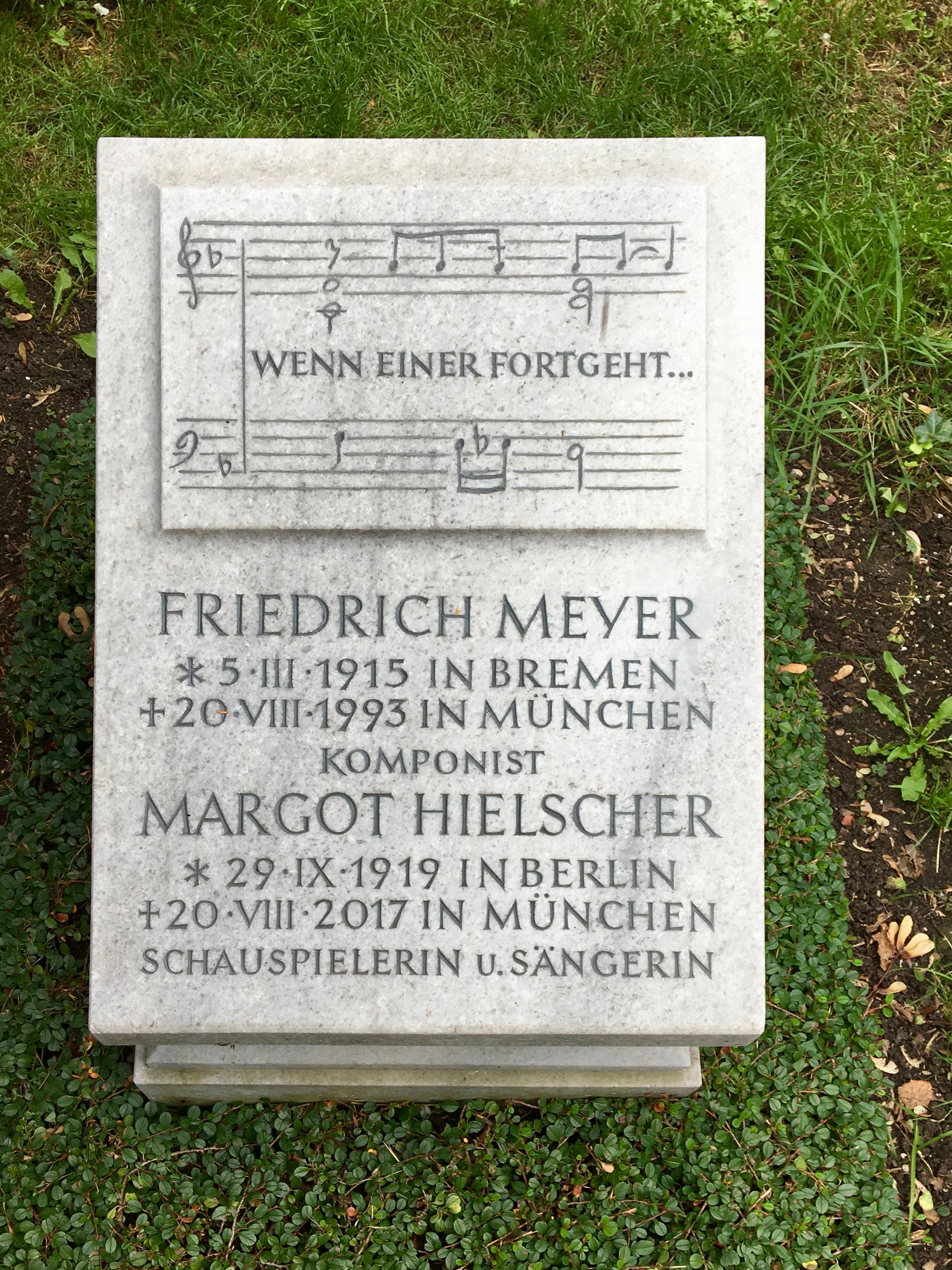
Могила Марго Хильшер и Фридриха Мейера (2019 год)

Скончалась 20 августа 2017 года в Мюнхене. Похоронена на Богенхаузенском кладбище, рядом со своим мужем.

## Личная жизнь
- Муж (1959—1993): Фридрих Мейер (1915—1993), композитор.

## Дискография

### Синглы
- 1943 — «Du hast Glück bei den Frau'n Bel Ami»
- 1943 — «Frauen sind keine Engel»
- 1943 — «Ich sage Ja»
- 1950 — «Bitte, bitte, lass uns Polka tanzen»
- 1950 — «Immer das gleiche Lied»
- 1954 — «Bei Dir war es immer so schön»
- 1954 — «Piccolo cuore»
- 1957 — «Telefon, Telefon»
- 1958 — «Für zwei Groschen Musik»
- 2011 — «C’est si bon»
- 2011 — «Einer unter Millionen»
- 2011 — «Heimweh nach Dir»
- 2011 — «Manhattan»
- 2011 — «Sachliche Romanze»
- 2011 — «Schöner Gigolo, armer Gigolo»
- 2011 — «So oder so ist das Leben»
- 2011 — «The Man I Love»
- 2011 — «Vorsicht, Vorsicht»
- 2011 — «Was eine Frau im Frühling träumt»

## Фильмография

### Актриса
- 1940 — «Дорога на эшафот»
- 1941 — «До свидания, Франциска!»
- 1942 — «Der Hochtourist»
- 1943 — «Liebespremiere»
- 1943 — «Женщины не ангелы»
- 1943 — «Путешествие в прошлое»
- 1944 — «Der Täter ist unter uns»
- 1944 — «In flagranti»
- 1944 — «Песнь соловья»
- 1947 — «Spuk im Schloß»
- 1949 — «Dreimal Komödie»
- 1949 — «Hallo, Fräulein!»
- 1949 — «Голубая соломенная шляпа»
- 1950 — «Liebe auf Eis»
- 1951 — «Der Teufel führt Regie»
- 1952 — «Ночью на улицах»
- 1952 — «Heimweh nach dir»
- 1952 — «The Devil Makes Three»
- 1953 — «Bunter Abend»
- 1953 — «Die vertagte Hochzeitsnacht»
- 1953 — «Jonny rettet Nebrador»
- 1953 — «Margot Hielscher und Vico Torriani»
- 1953 — «Salto Mortale»
- 1953 — «Schlagerparade»
- 1954; 1966 — «Bei Dir war es immer so schön»
- 1954 — «Die Mücke»
- 1954 — «Nel gorgo del peccato»
- 1954 — «Plastischer Wies'n-Bummel»
- 1955-1956 — «Zu Gast bei Margot Hielscher»
- 1956 — «Анастасия: Последняя дочь царя»
- 1956 — «Grand Prix Eurovision 1956 - Schlager & Chansons»
- 1956 — «Melodie der Welt»
- 1956 — «Nachmittags auf dem Killesberg - Margot Hielscher lädt ein»
- 1956 — «Staatsbegräbnis»
- 1957 — «Hoch droben auf dem Berg»
- 1957 — «Musik, Musik und nur Musik»
- 1957 — «Zwei auf einem Pferd»
- 1958 — «5 Städte - 5 Lieder»
- 1958 — «Henry Hall's Guest Night»
- 1958 — «Schlager 1958»
- 1958 — «The World Our Stage»
- 1958 — «This Is the Henry Hall Show»
- 1959-1983 — «Stars in der Manege»
- 1959 — «Da capo»
- 1959 — «Rendezvous in Salzburg»
- 1959 — «Sieben auf einen Streich - Das heitere Tele-Toto»
- 1959 — «Tales of the Vikings»
- 1961 — «Mörderspiel»
- 1961 — «Sing und Swing»
- 1962 — «Das schwarz-weiß-rote Himmelbett»
- 1964 — «Passwort»
- 1964 — «Steht's in den Sternen?»
- 1964 — «Wilde Spiele - Die Tigervilla»
- 1965 — «Кровь Вельсунгов»
- 1965 — «Evergreens: Melodien, die ewig jung bleiben»
- 1966-1970 — «Gut gefragt ist halb gewonnen»
- 1967 — «Blick zurück im Film»
- 1967 — «Der gemütliche Samstagabend»
- 1967 — «Meine Melodie»
- 1969 — «Des Broadways liebstes Kind»
- 1969 — «Salto mortale»
- 1971 — «Bleib sauber, Liebling»
- 1971 — «Sie und er im Kreuzverhör»
- 1971 — «Unsere kleine Show - Musik zur blauen Stunde»
- 1972 — «Suchen Sie Dr. Suk!»
- 1973-1982 — «Dalli Dalli»
- 1973 — «Frau Wirtins tolle Töchterlein»
- 1973 — «Fuchs & Fuchs & Co.»
- 1973 — «Gestern gelesen»
- 1973 — «Zwischen den Flügen»
- 1974 — «Dr. med. Mark Wedmann - Detektiv inbegriffen»
- 1975 — «Flirt von gestern»
- 1976 — «Hundert Mark»
- 1977 — «Das Sonntagskonzert»
- 1977 — «Die Kette»
- 1981 — «100 Tage auf dem 'Zauberberg' - Bericht über die Verfilmung des Romans von Thomas Mann»
- 1982 — «Волшебная гора»
- 1982 — «Доктор Фаустус»
- 1982 — «Heut' abend»
- 1984 — «III nach neun»
- 1984 — «Show & Co. mit Carlo»
- 1985 — «Die Montagsmaler»
- 1986-1988 — «Anton, wohin?»
- 1986 — «Дело на двоих»
- 1986 — «Bravo, Catrin»
- 1986 — «Die Pyramide»
- 1986 — «My Life for Zarah Leander»
- 1987 — «Reichshauptstadt privat»
- 1987 — «Zum blauen Bock»
- 1988 — «Dortmunder Roulette»
- 1988 — «Wilder Westen inclusive»
- 1989 — «Соперник на ипподроме»
- 1990 — «Helmut Zacharias - Ein Leben voll Musik»
- 1992 — «Ein Heim für Tiere»
- 1992 — «Heinz Rühmann: Ein Volksschauspieler»
- 1992 — «Herzlichen Glückwunsch: Heinz Rühmann zum 90. Geburtstag»
- 1992 — «Liebe auf Bewährung»
- 1993 — «Шива и плод виселицы»
- 1994 — «Der Nelkenkönig»
- 1997-1998 — «Zu Gast bei Ulrich Tukur»
- 1999 — «Alfredissimo! - Kochen mit Bio»
- 2001-2007 — «Legenden»
- 2001 — «Alpha Forum»
- 2001 — «Jud Süß - Ein Film als Verbrechen?»
- 2005 — «Filmlegenden. Deutsch»
- 2005 — «Tour d'Eurovision» (архив)
- 2006 — «Die aufregendste Zeit meines Lebens»
- 2007 — «Ein Leben wie im Flug» (архив)
- 2007 — «Hitlers nützliche Idole»
- 2008 — «Wer ist Helmut Käutner?»
- 2009 — «Margot Hielscher erzählt...»
- 2011 — «Herr Alsmann trifft Frau Hielscher»

### Художник по костюмам
- 1939 — «Ура! Я папа!»
- 1940 — «Кора Терри»
- 1940 — «Только любовь»
- 1941 — «Газовщик»
- 1941 — «До свидания, Франциска!»

## Награды
Её творческие заслуги были отмечены орденом «За заслуги перед Федеративной Республикой Германия».